# Sclereuxoa
Sclereuxoa là một chi bướm đêm thuộc họ Noctuidae.